# منتخب بوليفيا لكرة السلة
منتخب بوليفيا لكرة السلة (بالإسبانية: Selección de baloncesto de Bolivia)‏ هو ممثل بوليفيا الرسمي في المنافسات الدولية في كرة السلة .